# Roberto Skyers
Roberto Skyers (ur. 12 listopada 1991 w Minas) – kubański lekkoatleta, sprinter.

## Osiągnięcia
| Rok  | Impreza                                  | Miejsce        | Konkurencja             | Pozycja    | Wynik |
| ---- | ---------------------------------------- | -------------- | ----------------------- | ---------- | ----- |
| 2009 | Mistrzostwa Ameryki Środkowej i Karaibów | Hawana         | sztafeta 4 x 100 m      | DNF        | –     |
| 2010 | Mistrzostwa ibero-amerykańskie           | San Fernando   | bieg na 100 m           | 4. miejsce | 10,40 |
| 2011 | Igrzyska panamerykańskie                 | Guadalajara    | bieg na 200 m           | 1. miejsce | 20,37 |
| 2012 | Igrzyska olimpijskie                     | Londyn         | bieg na 200 m           | eliminacje | 20,66 |
| 2014 | Igrzyska Ameryki Środkowej i Karaibów    | Xalapa         | bieg na 200 m           | 1. miejsce | 20,47 |
| 2015 | Igrzyska panamerykańskie                 | Toronto        | bieg na 200 m           | 4. miejsce | 20,02 |
| 2015 | Igrzyska panamerykańskie                 | Toronto        | sztafeta 4 × 100 m      | 6. miejsce | 39,61 |
| 2015 | Mistrzostwa świata                       | Pekin          | bieg na 200 m           | półfinał   | 20,23 |
| 2016 | Mistrzostwa ibero-amerykańskie           | Rio de Janeiro | sztafeta 4 × 100 m      | 3. miejsce | 38,93 |
| 2016 | Igrzyska olimpijskie                     | Rio de Janeiro | bieg na 200 m           | półfinał   | 20,60 |
| 2016 | Igrzyska olimpijskie                     | Rio de Janeiro | sztafeta 4 × 100 m      | eliminacje | 38,47 |
| 2017 | Mistrzostwa świata                       | Londyn         | sztafeta 4 × 100 metrów | eliminacje | 39,01 |

Złoty medalista narodowych igrzysk kubańskich.

## Rekordy życiowe
- bieg na 100 metrów – 9,98 (2019) rekord Kuby
- bieg na 200 metrów – 20,02 (2015) były rekord Kuby

17 lutego 2012 w Hawanie kubańska sztafeta 4 × 200 metrów ze Skyersem na ostatniej zmianie ustanowiła wynikiem 1:24,70 rekord kraju w tej konkurencji.